# Червоный Прапор (Луганская область)
Червоный Прапор (укр. Червоний Прапор; на русском языке Красное Знамя) / Старый (укр. Старе) — посёлок в Перевальском районе Луганской области Украины. С 2014 года контролируется непризнанной Луганской Народной Республикой.

## География
В западных окрестностях посёлка находится исток реки Ломоватки (бассейн Северского Донца). Соседние населённые пункты: посёлки Южная Ломоватка на западе, Ломоватка на севере, Глубокий и города Брянка на северо-востоке, Артёмовск на востоке, Зоринск на юго-востоке, село Оленовка и посёлок Байрачки на юго-востоке, посёлки Вергулёвка и Комиссаровка, село Вергулёвка на юго-западе.

## История
12 мая 2016 года Верховная Рада Украины переименовала посёлок в Старый в рамках кампании по декоммунизации на Украине. Переименование не было признано властями самопровозглашенной ЛНР.

## Общие сведения
Занимает площадь 1,882 км². Почтовый индекс — 94320. Телефонный код — 6441. Код КОАТУУ — 4423684401.

## Население
Население по переписи 2001 года составляло 1119 человек.

## Местный совет
94320, Луганская обл., Перевальский р-н, пос. Червоный Прапор, ул. 50 лет Октября, 2а